# Gudrun Klein
Klärchen Gudrun Klein (* 22. April 1943 in Chemnitz) ist eine deutsche Politikerin der SPD. Sie war von 1994 bis 2004 Abgeordnete im Landtag von Sachsen.

## Leben
Klein studierte zwischen 1961 und 1967 Papiertechnologie und Verarbeitungsmaschinenbau mit Abschluss Diplomingenieur an der TU Dresden. Anschließend arbeitete sie bis 1969 in Wittenberg. Danach war sie bis 1992 als Fachschullehrerin an der Ingenieurschule für Maschinenbau Breitenbrunn bzw. als wissenschaftliche Mitarbeiterin an der TU Karl-Marx-Stadt / Chemnitz in Breitenbrunn tätig. Danach arbeitete sie noch weitere zwei Jahre für die Arbeiterwohlfahrt in Breitenbrunn, bis sie 1994 in den Landtag von Sachsen einzog. 1990 gründete sie die Arbeiterwohlfahrt-Kreisverband Schwarzenberg e.V. und war bis 2006  Vorsitzende der Arbeiterwohlfahrt Aue-Schwarzenberg e.V.

## Politik
Seit 1989 ist Klein Mitglied in der SPD. 1994 zog sie das erste Mal über die Landesliste in den Sächsischen Landtag ein, dem sie über zwei Legislaturperioden bis 2004 angehörte. Als Direktkandidatin im Wahlkreis 6 - Westerzgebirge 2 unterlag sie bei den Landtagswahlen 1994 und 1999 jeweils Eva Maria Schönfeld (CDU). Klein war Mitglied im Ausschuss für Landwirtschaft, Ernährung und Forsten und im Petitionsausschuss. Sie war agrarpolitische Sprecherin und Sprecherin für Tourismuspolitik der SPD-Landtagsfraktion. 2004 trat sie nicht mehr zur Wahl an.